# Nicolai Cleve Broch
Nicolai Cleve Broch (né le 14 novembre 1975 à Bærum) est un acteur norvégien.

## Biographie
Cleve Broch fréquente la Norwegian National Academy of Theatre (en) de 1996 à 1999.
À partir de 2005, Cleve Broch joue au Nationaltheatret.

## Filmographie sélective
| Année | Film                     | Rôle                    | Notes          |
| ----- | ------------------------ | ----------------------- | -------------- |
| 1995  | Sebastian (en)           | Ulf                     |                |
| 2003  | Buddy                    | Kristoffer Haukeland    |                |
| 2004  | Uno                      | Morten                  |                |
| 2006  | Uro                      | Hans Petter "HP" Hansen |                |
| 2007  | Pause déjeuner           | Marius                  |                |
| 2008  | Den siste revejakta (en) | Robert                  |                |
| 2008  | Max Manus                | Gregers Gram (en)       |                |
| 2010  | Essential Killing        | pilote d'hélicoptère    |                |
| 2013  | Le Secret du Ragnarok    | Alan                    |                |
| 2015  | Acquitté                 | Aksel Nilsen            | rôle principal |
| 2020  | Meurtres à Sandhamn      | Alexander Forsman       | rôle principal |